# Vyšná Sitnica
Vyšná Sitnica (in ungherese Felsővirányos) è un comune della Slovacchia facente parte del distretto di Humenné, nella regione di Prešov.